# Sam Lundholm
Sam Lundholm (sinh ngày 1 tháng 7 năm 1994, ở Stockholm, Thụy Điển), là một cầu thủ bóng đá người Thụy Điển hiện tại thi đấu ở vị trí tiền vệ chạy cánh cho IK Sirius ở Allsvenskan.